# ويليام د. بالمر
ويليام د. بالمر (بالإنجليزية: William D. Palmer)‏ هو سياسي أمريكي، ولد في 13 يناير 1935 في آيوا سيتي في الولايات المتحدة. انتخب عضو مجلس ولاية آيوا.